# Donegal
Donegal ([ˌdɒnɪˈɡɔːl], irisch Dún na nGall [ˈd̪ˠuːn̪ˠ n̪ˠə ˈŋɑɫ], ursprüngliche Bedeutung: „Festung der Fremden“) ist eine Stadt im Nordwesten der Republik Irland.
Obwohl namensgebend für das nördlichste irische County, in dessen Südwesten die Stadt liegt, ist Donegal weder der Hauptort noch Sitz der Verwaltung (das ist Lifford) noch der größte Ort des Countys (das ist Letterkenny). Die Volkszählung von 2022 ermittelte für Donegal eine Einwohnerzahl von 2749 Personen.

## Geografie
Donegal liegt nahe der Spitze der Donegal Bay und wird vom River Eske durchflossen, der südwestlich von Donegal in den Atlantik mündet. Nördlich von Donegal liegen die Bluestack Mountains, die sich wie eine natürliche Barriere zwischen dem südlichen und nördlichen Teil des Countys erstrecken.
|                       | Jan | Feb | Mär | Apr  | Mai  | Jun  | Jul  | Aug  | Sep  | Okt  | Nov | Dez |   |      |
| Mittl. Tagesmax. (°C) | 7,6 | 7,5 | 8,7 | 10,3 | 12,7 | 15,0 | 16,2 | 16,6 | 15,3 | 13,0 | 9,8 | 8,4 | ⌀ | 11,8 |
| Mittl. Tagesmin. (°C) | 3,2 | 2,9 | 3,7 | 5,0  | 7,1  | 9,6  | 11,4 | 11,4 | 10,1 | 8,3  | 5,2 | 4,2 | ⌀ | 6,9  |
|                       |     |     |     |      |      |      |      |      |      |      |     |     |   |      |
| Niederschlag (mm)     | 114 | 76  | 86  | 58   | 59   | 64   | 72   | 91   | 102  | 118  | 114 | 103 | Σ | 1057 |
|                       |     |     |     |      |      |      |      |      |      |      |     |     |   |      |
| Regentage (d)         | 19  | 13  | 16  | 12   | 12   | 13   | 13   | 15   | 16   | 18   | 18  | 18  | Σ | 183  |

| 3,2 |

| 2,9 |

| 3,7 |

| 5,0 |

| 7,1 |

| 9,6 |

| 11,4 |

| 11,4 |

| 10,1 |

| 8,3 |

| 5,2 |

| 4,2 |

| 3,2 |

| 2,9 |

| 3,7 |

| 5,0 |

| 7,1 |

| 9,6 |

| 11,4 |

| 11,4 |

| 10,1 |

| 8,3 |

| 5,2 |

| 4,2 |

## Geschichte
Aus archäologischen Funden erschließt sich, dass die Gegend um Donegal bereits in prähistorischen Zeiten besiedelt war. 
Aufzeichnungen zufolge zerstörte der irische Hochkönig Muirchertach Mac Lochlainn 1159 hier eine Wikinger-Festung. Auf die Wikinger-Besiedlung wird auch der Name „Festung der Fremden“ zurückgeführt. In späterer Zeit war in Donegal Sitz des O’Donnell-Clans, der eine zentrale Rolle in der irischen Geschichte spielte und vom 15. bis zum Anfang des 17. Jahrhunderts, bis zur Flucht der Grafen, die Hauptopposition gegen die englischen Eroberer repräsentierte. Die Familie O’Donnell gründete im 15. Jahrhundert an der Donegal Bay südlich des Stadtzentrums die franziskanischen Klöster Magherabeg und Donegal.

## Verkehr
Ungeachtet seiner geringen Größe und fehlenden administrativen Bedeutung ist Donegal weithin bekannt, da die Stadt von allen Touristen passiert wird, die über Sligo und Ballyshannon aus dem irischen Westen ins County Donegal einreisen. Nach dem Ausbau des Straßensystems in Irland in den 1990er- und 2000er-Jahren fließt der Durchgangsverkehr inzwischen jedoch auf der N15 bzw. N56 an Donegal vorbei, wobei die N56 in Donegal beginnt und als Zirkularroute über Killybegs, Glenties, Dungloe, Gweedore, Gortahork, Falcarragh und Dunfanaghy den Westen und Norden des Countys erschließt und dann über Letterkenny und Stranorlar als N15 nach Donegal zurückführt.
Über den kleinen Flughafen Donegal bei Dungloe ist das County zweimal täglich von der Aer Lingus mit Dublin sowie fünfmal pro Woche von der schottischen Loganair mit Glasgow in Schottland verbunden (Stand 2018). Der Hauptteil des öffentlichen Personenverkehrs wird jedoch wie überall in Irland von Bus Éireann abgewickelt, der Donegal via Enniskillen (NI) mit Dublin und über Letterkenny mit Derry in Nordirland sowie via Sligo mit Galway im zentralen Westen Irlands verbindet. Zwei kleine Privatunternehmen fahren außerdem (meist einmal täglich) auch Orte im County Donegal an, die Bus Éireann nicht bedient. An den Schienenverkehr in Irland, der landesweit nur marginale Bedeutung hat, ist Donegal seit 1960 nicht mehr angeschlossen. Im früheren Bahnhofsgebäude ist heute das „Donegal Railway Heritage Centre“ untergebracht, ein Eisenbahnmuseum, das die Geschichte der beiden Schmalspurbahnen im County Donegal zwischen 1863 und 1959 darstellt.

## Infrastruktur
Als Ausgangspunkt für touristische Ausflüge verfügt Donegal zwar über eine größere Anzahl von Hotels, für die örtliche Bevölkerung ist die soziale Infrastruktur aufgrund fehlender öffentlicher Einrichtungen jedoch eher unbefriedigend. Auch große Shopping Centres fehlen vor Ort.

## Sehenswürdigkeiten
- Donegal Castle
- Kloster Donegal
- Eske Castle[5]

## Bilder

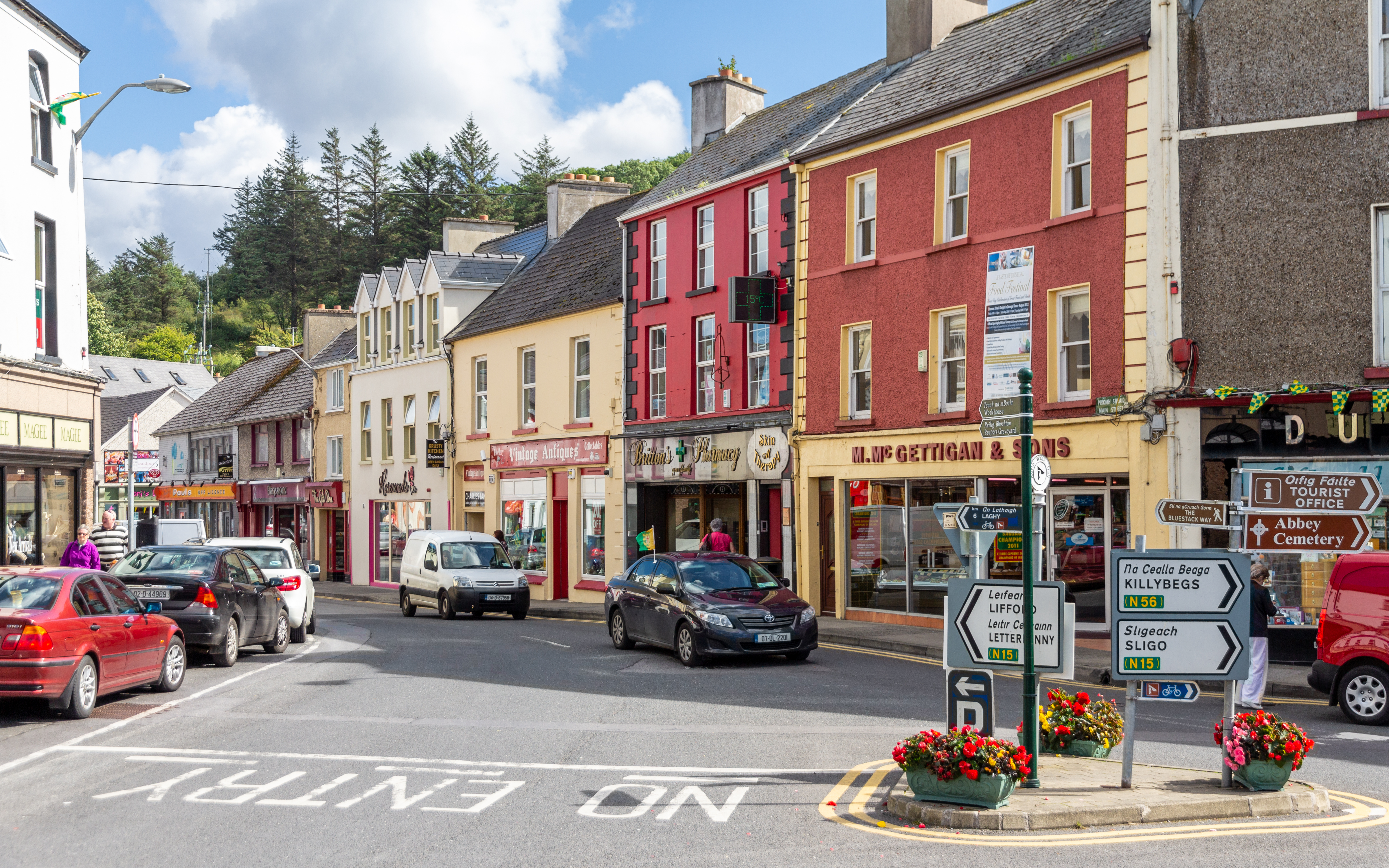
Main street von „The Diamond“ aus gesehen
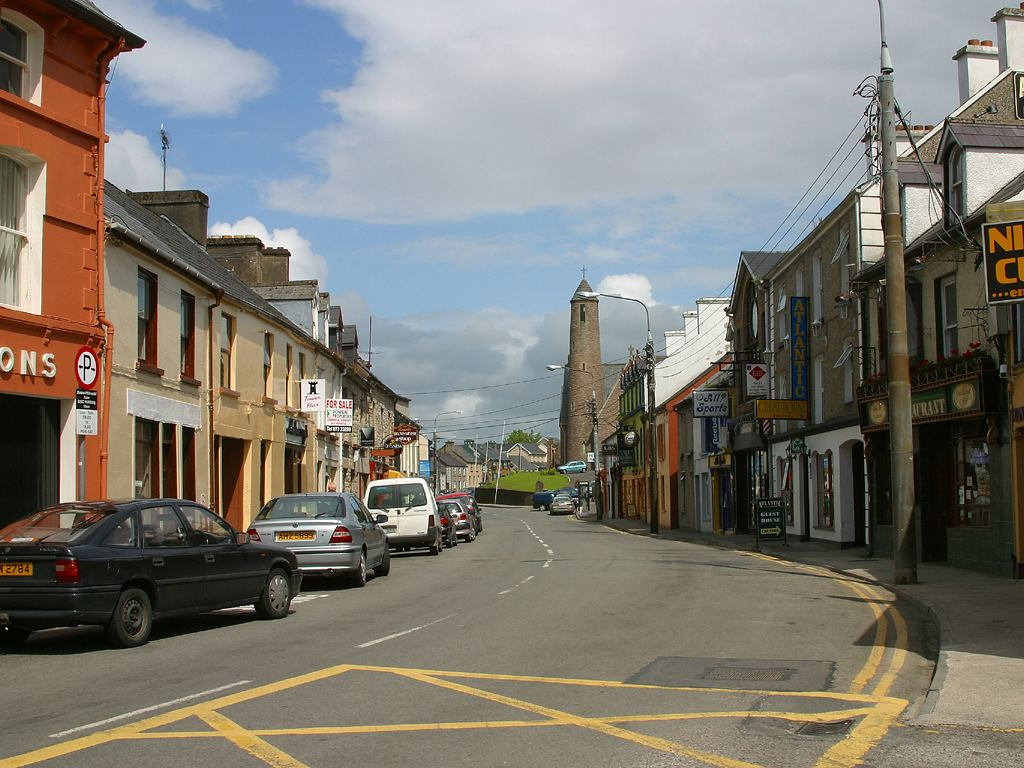
Hauptstraße mit katholischer Kirche
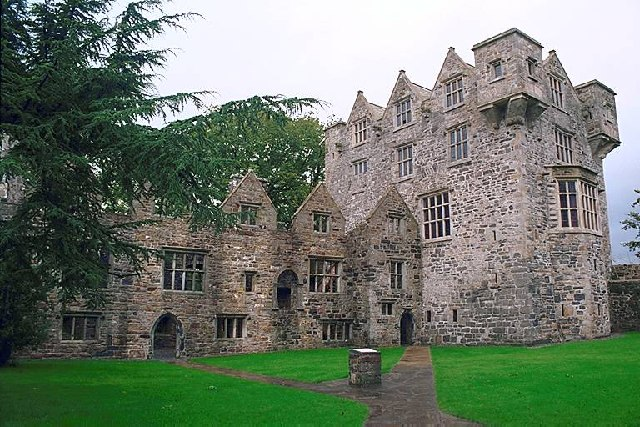
Donegal Castle: Donjon (rechts), vom O’Donnell-Clan erbaut

## Söhne und Töchter der Stadt
- Henry Joseph Clarke (1833–1889), kanadischer Politiker und Rechtsanwalt
- Angela Farrell (* 1952), Schlagersängerin
- Davey Arthur (* 1954), Folkmusiker und Singer-Songwriter
- Mary Coughlan (* 1965), Politikerin (Fianna Fáil)
- Séamus Coleman (* 1988), Fußballspieler
- Stephen McLaughlin (* 1990), Fußballspieler
- Jason Quigley (* 1991), Profiboxer
- Chloe Magee (* 1988), Badmintonspielerin
- Sam Magee (* 1991), Badmintonspieler
- Erin McLaughlin (* 2003), Fußballspielerin